# Rat u Sloveniji
Rat u Sloveniji ili Desetodnevni rat (slov. Slovenska osamosvojitvena vojna, Desetdnevna vojna, Vojna za Slovenijo) bio je kratkotrajni oružani sukob između Slovenije i JNA 1991. godine poslije proglašenja Slovenije kao neovisne države od SFRJ. Mjesne jedinice JNA, popunjene uglavnom ročnim vojnicima, poražene su u sukobu s razmjerno malom slovenskom Teritorijalnom obranom. Poginulo je 66 ljudi na obje strane.
Slovenija je također imala koristi od složene financijske sheme iz travnja 1991. s jamstvom Narodne banke Jugoslavije u Beogradu. Zbog toga je jugoslavenski dinar izgubio gotovo 50 % svoje vrijednosti. Međutim, Slovenija je osigurala znatne pričuve u stranoj valuti, koja joj je financirala prijelaz u neovisnost. Prema nekim izvorima pregovori Ljubljane i Beograda oko povratka dijela tih fondova pomogli su u stvaranju neovisnosti Slovenije.

## Uvod
Antibirokratska revolucija 1989. dovela je do ukidanja autonomije Kosova i Vojvodine, a njezini vođe zamijenjeni su ljudima vjernima Slobodanu Miloševiću. Isto se dogodilo i s Crnom Gorom. Slovenija je potom počela odbacivati komunizam i godine 1990. raspisala je prve slobodne izbore. Srbija je s njome vodila „ekonomski rat”. U prosincu 1990. održan je slovenski referendum o neovisnosti, u kojem ju je podržalo 88,5 % stanovništva.
Redovitu rotaciju na čelu predsjedništva SFRJ, u kojoj je mjesto predsjednika trebao preuzeti hrvatski kandidat Stjepan Mesić, spriječio je srbijansko-crnogorski blok, čime je ozbiljno prekršen jugoslavenski ustav. Nakon što je srbijansko vodstvo odbilo prijedlog Slovenije i Hrvatske o preustroju Jugoslavije u konfederaciju i zahtijevalo veću centralizaciju vlasti, a dolazilo je i do oružanih incidenata, dvije republike proglasile su neovisnost 25. lipnja 1991.

## Izbijanje rata
Dva dana nakon proglašenja neovisnosti u Sloveniji izbili su kratkotrajni sukobi (od 27. lipnja do 6. srpnja) u kojemu su mjesne jedinice JNA, popunjene uglavnom ročnim vojnicima, ušle u sukob s malom slovenskom Teritorijalnom obranom kako bi spriječile neovisnost te republike. Još 1990. JNA je pokušala razoružati slovensku Teritorijalnu obranu, ali je uspjela pokupiti od 40 do 60 % oružja. Taj je čimbenik znatno pridonio uspjehu slovenske obrane. 
Slovenske snage napustile su JNA i pridružile su se novoj slovenskoj Teritorijalnoj obrani i njezinoj policiji. Godine 1991. Srbi i Crnogorci činili su 38,8 % stanovništva Jugoslavije, ali su činili 70 % udjela u činovnicima JNA. Nakon što su hrvatski i slovenski rezervisti masovno bojkotirali rat, JNA je imala problema s izvođenjem operacija. Od 25 000 vojnika njih čak 7900 dezertiralo je ili odbilo ratovati. Slovenska vlada objavila je da se nalazi u „stanju rata” te je zamolila međunarodnu zajednicu za pomoć. Već u ožujku 1991. slovenski novaci nisu se javljali federalnoj vladi.

## Tijek
JNA je 26. i 27. lipnja krenula preuzeti granične prijelaze s Italijom, Austrijom i slovenskom granicom s Mađarskom „radi uspostavljanja normalnog graničnog režima i zaštite integriteta zemlje”. Tako su 26. lipnja u rano poslijepodne jedinice 13. korpusa JNA krenule iz vojarne u Ilirskoj Bistrici prema talijansko-slovenskoj granici. General Marjan Čad u akciju je krenuo s 350 vojnika, 11 tenkova, pet oklopnih transportera i šest protuoklopnih oruđa bez odobrenja generala Konrada Kolšeka, tada zapovjednika 5. armijske oblasti. Bez odobrenja iz Beograda za grublje akcije, postrojbe JNA su se držale dosta suzdržano.
Taktički, slovenski TO odsjekao je JNA od njezinih izvora i vojarni, slično kao što su napravili i partizani. U nedostatku topništva, JNA se nije dobro snalazila tako da su slovenske TO odsjekle kolone vozila i podigli prepreke kako bi spriječili daljnju invaziju. Političari u Ljubljani računali su s tim da JNA neće htjeti rat na dugo razdoblje, što se pokazalo točnim. Beograd je htio usmjeriti svoje snage protiv Hrvatske, te se nije htio boriti na dvjema bojišnicama.
Do ponoći 27. lipnja JNA je zauzela sve granične prijelaze na talijansko-slovenskoj granici, skoro sve prijelaze na austrijskoj granici i nove prijelaze uspostavljene duž slovenske granice s Hrvatskom. Sljedećih dana TO Republike Slovenije zauzima sve granične prijelaze i potpuno uništava i razbija jedinice JNA na tim mjestima. Uništen je 31 tenk, 2 helikoptera, 230 borbenih vozila, bez većih gubitaka Teritorijalne obrane.

### Hrvatski odgovor
Hrvatska je htjela pomoći Sloveniji, premda je bila slabo naoružana i raspolagala tek manjim postrojbama praktično  bez težeg oružja.
Tenkove koji su iz vojarna u Hrvatskoj krenuli na Sloveniju pokušali su zaustaviti hrvatski civili koji su prosvjedovali. U tim prosvjedima JNA je ubila hrvatskog civila Ravena Čuvala. Zagrepčani nisu kod tih akcija imali nikakvo oružje, osim priručno pripravljenih sredstava. „Molotovljevim koktelima“ i drugim priručnim sredstvima napali su tenkovske postrojbe koje su izašle iz vojarne „Maršal Tito“ i krenule prema Sloveniji, pri čemu je nekoliko tenkova zapaljeno.
Istovremeno je u Hrvatskoj izbila otvorena pobuna na gotovo svim dijelovima Hrvatske koje je naseljavalo srpsko stanovništvo.
Sjeverni dijelovi Hrvatske nisu mirovali. Posebno su reagirali u Međimurju. Narod je izašao na ceste i mostove radi sprječavanja postrojbi JNA koje su krenule iz Varaždina ka Sloveniji.
Odmah te noći 27. lipnja 1991. kad je JNA napala Sloveniju, hrvatski premijer Josip Manolić sazvao je hitnu tajnu sjednicu Hrvatske vlade, koja je odjekivala euforičnim govorima solidarnosti. Sjednica nije prošla bez zanimanja velikih sila: odmah nakon te (navodno tajne) sjednice u hrvatsko Ministarstvo vanjskih poslova dotrčao je američki generalni konzul Mike Einik, zanimavši se za odluku hrvatske Vlade. Hrvatski diplomat Davorin Rudolf mu je odgovorio o Vladinoj odluci - da će Hrvatska vojno pomoći Slovencima, no sažalna reakcija američkog diplomata pokazala je da su SAD dobro znale da Hrvatska nema čime pomoći.
Hrvatske snage se nisu do kraja Rata u Sloveniji upustile u nikakve oružane operacije protiv JNA - to će učiniti u rujnu iste godine, tijekom Bitke za vojarne. Dokumenti koji su poslije pronađeni potvrdili su da je na jugoslavenski vojni vrh iščekivao hrvatski odgovor na okupaciju Slovenije, koji bi dao povod da se svom silinom udari na slabo naoružanu Hrvatsku.
JNA je diljem Hrvatske pokazivala silu prolaženjem kolona tenkova i drugih oklopnih vozila, što je samo provociralo hrvatske građane - među njima nije zavladalo malodušje. Tog 27. lipnja u Osijeku se zbio jedan od najupečatljivijih događaja iz Domovinskoga rata. Osječanin Branko Breškić vidio je jednu takvu kolonu tenkova koji su se kroz Osijek Vukovarskom ulicom kretali u smjeru zapada. Bez razmišljanja se zaputio s benzinske postaje, gdje je točio gorivo u „crvenog fiću” i krenuo za kolonom tenkova. Kolonu je pretekao i na sigurnoj udaljenosti iskočio iz auta napravivši tako prepreku tenkovima. Tenk T-55 naišao je na prepreku i bezobzirno pregazio automobil. Ta je snimka obišla svijet, a slavni crveni fićo ušao je u legendu i kolektivno pamćenje hrvatskoga naroda, i 2011. je dobio spomenik u Osijeku.

## Privođenje rata kraju
Desetodnevni sukobi prekinuti su 7. srpnja sporazumom na Brijunima, uz posredovanje europske „trojke” (trojice ministara vanjskih poslova: Hansa van den Broeka, Jacquesa Poosa i Joãa de Deus Pinheira. Prva sljedeća sjednica Predsjedništva SFRJ umjesto na Brijunima održana je u Beogradu jer srbijanski dio predsjedništva (Srbija, Vojvodina, Kosovo, Crna Gora) nisu željeli sastančiti u Hrvatskoj, navodno, predaleko od „sigurnosti Srbije”. Sjednica je održana 18. srpnja 1991. godine u Beogradu, na njoj je Predsedništvo izglasovalo Odluku o premeštanju jedinica JNA sa teritorije Republike Slovenije omjerom glasova 7:1, jedini glas protiv bio je glas Hrvatske, Stjepana Mesića. Ako se Slovenci i Srbi nisu dogovorili o povlačenju JNA prije 25. lipnja, onda su im sad bila dovoljna tri tjedna za dogovor kojim je Slovenija „puštena” iz Jugoslavije. JNA se potom kroz tri mjeseca povukla iz Slovenije. Time je Slovenija po isteku tri mjeseca od odluke o samostalnosti i povlačenjem JNA postala pravno samostalna država koja je također u potpunosti nadzirala svoje ozemlje.

## Ishod
JNA je imala 44 do 65 poginulih vojnika, izgubila je 31 tenk i 230 borbenih vozila. Fond za humanitarno pravo navodi da je u ratu poginulo 23 državljana Srbije. Slovenska strana imala je 16 poginulih vojnika i 6 civila.
Milan Kučan svjedočio je 21. svibnja 2003. pred Međunarodnom sudu za ratne zločine počinjene na području bivše Jugoslavije (MKSJ) protiv Miloševića. Naveo je da je Miloševićevo čelništvo 1989. umjesto ustavnih nametalo kadrovske promjene preko masovnih mitinga, na kojima su smijenjena vodstva u Vojvodini i Crnoj Gori, a planiran je i miting u Ljubljani. Opisao je i raskol na 14. kongresu SKJ, kada su, kako je rekao „legitimni i pravični prijedlozi Slovenije brutalno nadglasani”. Milošević je rekao da su u ratu ubijena 44 pripadnika JNA, a 184 teško ranjena i ponudio sudu kao dokaz „bijelu knjigu” o zločinima slovenskih snaga. Kučan je precizirao da je u sukobu poginulo 37 vojnika JNA, te 18 slovenskih državljana - osam iz slovenske TO, četiri policajca, šest slovenskih civila - te još šest stranaca, a „bijelu knjigu” odbacio je kao „propagandnu brošuru” JNA. Raspravno vijeće nije prihvatilo taj dokument.
Usprkos sukobu, Srbija i Crna Gora nisu se protivili odlasku Slovenije iz Jugoslavije, jer bi to ostavilo skupno predsjedništvo sa sedam članova, od kojih bi četiri bili pod srbijansko-crnogorskim nadzorom, čime bi time de facto imali i nadzor nad JNA.
Nakon kraja rata u Sloveniji, sukladno dogovorima JNA i Slovenije, JNA se pošla povlačiti iz Slovenije i morala se povući u Srbiju. Snage JNA pod punom ratnom spremom povlačile su se iz Slovenije u kamionima preko slobodnoga hrvatskoga teritorija. Pratila ih je hrvatska policija. Međutim, kolone kamiona i vlakova JNA nisu nastavile put Srbije, nego su pošle na područja pod nadzorom pobunjenih hrvatskih Srba (Banovina, Kordun i Zapadna Slavonija), gdje su se i zadržala, otvoreno pomažući srpsku pobunu u Hrvatskoj, a protiv hrvatske vlade. Hrvatske su snage, znajući da su slabo naoružane, odlučile spriječiti odlijev oružja JNA, pa su zaustavili neke kompozicije i zaplijenili velike količine oružja, uvišestručivši u nekoliko sati svoju naoružanost.

## Vanjske poveznice
- 10 godina od rata u Sloveniji na stranicama Slovenske Vlade
- Desetodnevni rat (engl.)